# تی‌او-۹۲
تی‌او-۹۲ (به انگلیسی: TO-92) یک سبک پُرکاربرد از بسته‌های نیم‌رسانا است که عمدتاً برای ترانزیستورها استفاده می‌شود. این محفظه اغلب از اپوکسی یا پلاستیک ساخته شده‌است و اندازه جمع و جوری را با هزینه بسیار کم ارائه می‌دهد.

## تاریخچه و سرآغاز
توصیف‌گر TO-92جدک از نام کامل اصلی بسته مشتق‌شده‌است: Transistor Outline Package, Case Style 92. این بسته همچنین با نام SOT54 شناخته می‌شود. تا سال ۱۹۶۶ این بسته توسط موتورولا برای افزاره‌های 2N3904 خود درمیان سایرین استفاده می‌شد.

## ساخت‌وساز و جهت‌گیری

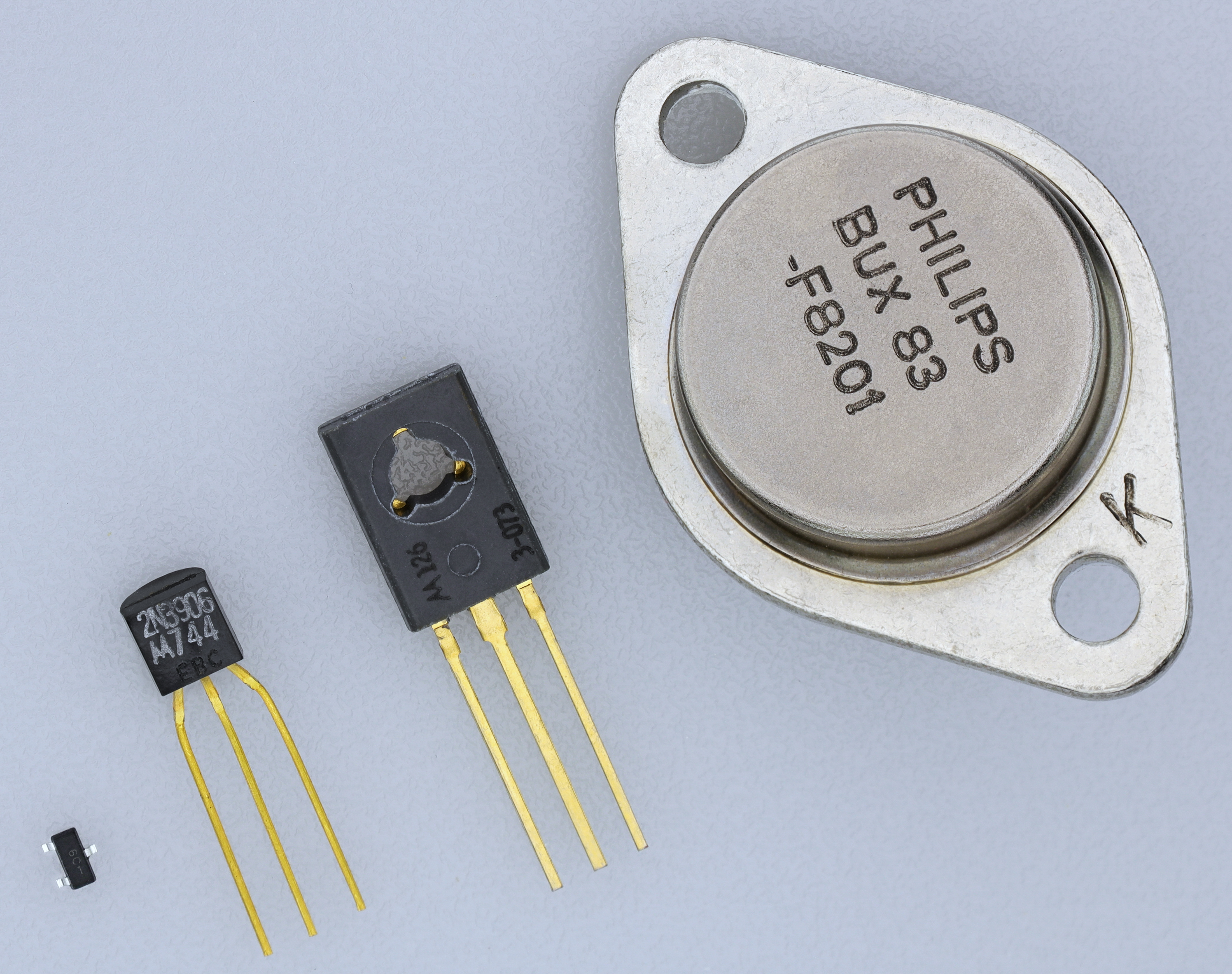
مقایسه اندازه بسته‌های ترانزیستور بی‌جِی‌تی، از چپ به راست:اس‌اوتی-۲۳، تی‌او-۹۲، تی‌او-۱۲۶، تی‌او-۳

محفظه در اطراف عناصر ترانزیستور در دو قسمت قالب‌گیری می‌شود. رو آن صاف است و معمولاً دارای شماره قطعه چاپ‌شده با ماشین است (بعضی نمونه‌های اولیه به‌جای آن شماره قطعه را روی سطح بالایی چاپ می‌کردند). قسمت پشتی به شکل نیم دایره است. خطی از فلاش قالب‌گیری حاصل از فرایند قالب‌گیری-تزریقی در اطراف محفظه دیده می‌شود.

## مزایای
- ترانزیستورهایی از این نوع را می‌توان بسیار ارزان ساخته و فضای بسیار کمی را اشغال می‌کند. اکثر مدل‌ها به راحتی در مقادیر زیاد از توزیع کنندگان عمده فروشی در دسترس هستند.
- یافتن آنها در فروشگاه‌های کوچک لوازم الکترونیکی به دلیل کاربرد گسترده آنها آسان است و آنها را به گزینه ای محبوب برای کارهای سرگرمی و نمونه‌اولیه‌سازی تبدیل می‌کند.

## معایب
عیب اصلی این سبک کیس‌ها عدم وجود گرماگیر است.
- ترانزیستورها و آی سی‌های این نوع نمی‌توانند به اندازه معادل‌های با توان بالاتر مانند TO-220 انرژی را تحمل کنند و در صورت اتلاف انرژی بیش از حد می‌توانند به سرعت سوخته شوند.
- هیچ طرح‌پایه استانداردی برای تی‌او-۹۲ وجود ندارد. BJT‌های آمریکایی از طرح‌پایه E-B-C استفاده می‌کنند درحالی‌که همتایان ژاپنی آنها از طرح‌پایه E-C-B و برخی از افزاره‌های RF از طرح‌پایه B-E-C استفاده می‌کنند.

## ولتاژ و جریان
اگرچه افزاره‌های تی‌او-۹۲ عمدتاً در کاربردهای ولتاژ-پایین / جریان-کم (>۳۰ ولتاژ؛ >۱ آمپر) استفاده می‌شوند، ولتاژ بالا (ولتاژ کلکتور-امیتر ۶۰۰ ولت) و جریان بالا (جریان کلکتور ۵ آمپر) افزاره‌ها در دسترس هستند. حداکثر اتلاف توان اسمی کمتر از یک وات (۶۰۰ میلی وات) است.

## استانداردها
| سازمان استاندارد             | استاندارد         | تعیین برای | تعیین برای         | تعیین برای         |
| سازمان استاندارد             | استاندارد         | تی‌او-۹۲    | ایی-لاین/مینی‌پلاست | ایی-لاین/مینی‌پلاست |
| سازمان استاندارد             | استاندارد         | تی‌او-۹۲    | ۳-سَر               | ۲-سَر               |
| ---------------------------- | ----------------- | ---------- | ------------------ | ------------------ |
| IEC                          | IEC 60191         | A68        |                    |                    |
| DIN                          | DIN 41868         | 10B3       |                    |                    |
| EIAJ / JEITA                 | ED-7500A          | SC-43A     |                    |                    |
| استانداردهای بریتانیا        | BS 3934           |            | SO-94              |                    |
| گوستاندارت                   | GOST 18472-88     | KT-26      | -                  | KD-129             |
| روستاندارت                   | GOST R 57439-2017 | KT-26      | -                  | KD-129             |
| میکروالکترونیک آمیخته ارفورت | TGL 200-8380      | -          | -                  | L2                 |
| میکروالکترونیک آمیخته ارفورت | TGL 11811         | -          | L3                 | -                  |
| میکروالکترونیک آمیخته ارفورت | TGL 26713/07      | F2         | F3                 | F4                 |